# (500886) 2013 JN65
(500886) 2013 JN65, também escrito como (500886) 2013 JN65, é um objeto transnetuniano que está localizado no Cinturão de Kuiper, uma região do Sistema Solar. Ele possui uma magnitude absoluta de 7,4 e tem um diâmetro estimado de 146 quilômetros.

## Descoberta
(500886) 2013 JN65 foi descoberto no dia 7 de maio de 2013 pelo Outer Solar System Origins Survey.

## Órbita
A órbita de (500886) 2013 JN65 tem uma excentricidade de 0,009 e possui um semieixo maior de 40,823 UA. O seu periélio leva o mesmo a uma distância de 40,471 UA em relação ao Sol e seu afélio a 41,175 UA.